# Alessandro Michelagnoli
Alessandro Michelagnoli (Taranto, 18 agosto 1905 – Lacco Ameno, 15 settembre 1969) è stato un ammiraglio italiano che ha ricoperto l'incarico di capo di stato maggiore della Marina.

## Biografia
Nato a Taranto, figlio di un ufficiale della Regia Marina di origini fiorentine, Il capitano di vascello Mario Michelagnoli, che aveva ricoperto nel 1903 l'incarico di reggente per conto del re Vittorio Emanuele III della Concessione italiana di Tientsin, figlio a sua volta di Alessandro Michelagnoli, un ingegnere ferroviario che costruì la ferrovia calabro lucana.
Entrato nella Regia Accademia navale di Livorno nel 1918, ne uscì nel 1923 con il grado di guardiamarina.
Nel 1925 venne imbarcato sulla regia nave Campania destinata in Eritrea e Somalia, meritando la Croce di guerra al valor militare. Nel periodo 1930-32 fu aiutante di bandiera dell'ammiraglio Gino Ducci, comandante della 2ª squadra imbarcato sull'Andrea Doria
Nel 1934 sposò a Roma la nobildonna Maria Luisa dei conti Fossati, dalla quale avrebbe avuto la sua unica figlia Nicoletta. Maria Luisa dei conti Fossati era l'unica figlia del conte Nicola Fossati, ufficiale di stato maggiore della Regia Marina.
Nello stesso anno 1934, effettuando il tirocinio per ufficiale in 2^ imbarcò sul sommergibile Domenico Millelire. Dal 1º giugno 1935 assunse il comando del sommergibile Des Geneys eseguendo nella seguente estate una crociera gravimetrica nel Mediterraneo.
Capo della segreteria dell'ufficio dello Stato Maggiore della Marina dal 7 ottobre 1936. Passò a La Spezia poi al comando, dal 25 aprile al 16 ottobre 1938, del nuovo sommergibile Scirè e dell'11ª squadriglia (composta anche dai battelli Gondar, Neghelli, Ascianghi, Tembien, Durbo, Lafolé e Beilul). In seguito comandò il sommergibile Goffredo Mameli, e, dal 7 maggio 1939, del nuovissimo Evangelista Torricelli e della 41ª squadriglia sommergibili a Taranto, che raggruppava i battelli della stessa classe Guglielmotti, Archimede con i, distaccati a Massaua, Brin e Galvani.
Allo scoppio del secondo conflitto mondiale dal giugno al dicembre 1940, prestò servizio, con il grado di capitano di corvetta, presso l'Ufficio piani e operazioni dello stato maggiore Marina diventando successivamente ufficiale addetto al capo di stato maggiore della Marina ammiraglio Arturo Riccardi. Destinato in zona d'operazioni dal 1943 al 1944, al comando, con il grado di capitano di fregata, della II flottiglia MAS nel Canale di Sicilia, prese parte a varie azioni di guerra, meritando una medaglia d'argento al valor militare.
Subito dopo l'armistizio Michelagnoli ricevette l'incarico di contattare le forze navali alleate, e seppe mantenere i collegamenti in maniera tanto efficace da convincere gli angloamericani a far partecipare la Regia Marina alla campagna d'Italia su un piano di parità. Secondo il racconto della figlia Nicoletta, mai pubblicato nelle biografie ufficiali tra le vicende da ricordare vi sarebbe il salvataggio di Benedetto Croce e della sua famiglia ad opera delle unità al comando di Alessandro Michelagnoli. L'episodio risalirebbe sempre al periodo in cui comandava le motosiluranti e i MAS, destinati ad operare nelle acque dell'arcipelago campano con base logistica a Capri, quando in una delle "scorribande" notturne sulla costa per contrastare i tedeschi, diventati nemici dopo l'armistizio dell'8 settembre, una delle sue unità ebbe modo di recuperare a Sorrento Benedetto Croce che i tedeschi volevano catturare. Michelagnoli, sempre premuroso verso i suoi marinai, chiese e ottenne dall'allora sindaco di Capri di intitolare una strada al marinaio Feliciano Ellena, morto in una di queste azioni. Nel corso del 1944 ebbe il comando interinale dell'incrociatore Cadorna.
Nel dopoguerra Michelagnoli ricoprì in successione gli incarichi di capoufficio del Reparto operazioni dello stato maggiore Marina, comandante della Scuola Comando e capo di stato maggiore della I Divisione navale. Dal 1953 al 1959, col grado di capitano di vascello e poi di contrammiraglio, Alessandro Michelagnoli fu caporeparto del Servizio Armi e Mezzi (SAM) dello stato maggiore e in tale incarico fu il principale artefice del ripristino degli armamenti, con particolare riguardo ai primi impianti missilistici collaborando anche all'impostazione della linea delle nuove costruzioni, le fregate Bergamini, gli incrociatori Doria, i cacciatorpediniere Impavido, i sommergibili Toti e allo sviluppo della componente elicotteristica.
In seguito alla promozione ad ammiraglio di divisione, nel 1959 assunse il comando della I Divisione navale.
Dal dicembre 1960 all'ottobre 1962 ricoprì l'incarico di sottocapo di stato maggiore della Marina collaborando allo sviluppo dei programmi al cui sviluppo aveva partecipato durante l'incarico di caporeparto del Servizio Armi e Mezzi dello stato maggiore, compreso il progetto dell'incrociatore lanciamissili Vittorio Veneto.
Il 31 dicembre 1961 venne promosso ammiraglio di squadra e in tale grado ricoprì le cariche di comandante in Capo del Dipartimento militare marittimo dello Ionio e del Canale d'Otranto e di comandante in Capo della Squadra Navale.
Il 9 ottobre 1965 venne nominato capo di stato maggiore della Marina ricoprendo tale incarico fino al 9 settembre 1968. Nel corso di tale incaricò impostò le nuove costruzioni navali potenziando il Battaglione San Marco, procedendo all'impostazione dei due cacciatorpediniere lanciamissili tipo Audace e di nuove unità subacquee di avanzata concezione tecnica.
L'ammiraglio Michelagnoli mori pochi mesi dopo avere cessata dal servizio nell'estate del 1969 mentre si trovava in vacanza a Lacco Ameno, nell'isola di Ischia colpito da emorragia cerebrale. Il suo nome vive nella fondazione a lui intitolata. Alla memoria dell'ammiraglio Michelagnoli è stata intitolata il 15 settembre 2011 la sede dell'Associazione Nazionale Marinai d'Italia di Statte in Provincia di Taranto.

## Galleria d'immagini
L'ammiraglio Michelagnoli prossimo al congedo in visita alla camera dei deputati il 28 agosto 1968 ricevuto dal presidente della camera ON Sandro Pertini